# Davide VIII di Georgia
Davide VIII Bagration (in georgiano დავით VIII?, Davit VIII; 1273 – 1311) fu re della Georgia dal 1293 fino alla sua morte.

## Biografia
Figlio maggiore di Demetrio II il Devoto e della sua moglie trapezuntina, Davide VIII fu nominato re di Georgia dall'ilkhan Gaykhatu nel 1293, come ricompensa per il servizio militare reso durante l'insurrezione nel Sultanato di Rum. Egli prese il posto del cugino Vakhtang II, morto nel 1292. Il governo di Davide VIII in realtà si estese alla sola zona orientale del paese, mentre la Georgia occidentale (Imerezia) si trovava sotto il controllo di un ramo separato dei Bagration già dal 1259.
Nel 1295 Davide VIII supportò Baydu in un conflitto interno all'Ilkhanato. Tuttavia, Baydu fu ucciso e Ghazan divenne ilkhan. Costui ordinò a Davide VIII di recarsi nella capitale dell'Ilkhanato, Tabriz. Ricordando il fato destinato a suo padre, Davide VIII rifiutò l'intimazione e iniziò i preparativi per la guerra. Ghazan rispose con una spedizione punitiva e devastò il paese. Inoltre, supportati dai mongoli, gli osseti attaccarono la provincia di Shida Kartli ed occuparono la gola del fiume Liakhvi. Davide VIII però si trincerò nelle montagne di Mtiuleti e sconfisse una grossa armata mongola con un disperato combattimento di guerriglia a Tsikare. Come conseguenza, l'ilkhan dichiarò deposto Davide VIII e nominò al suo posto il più giovane fratello Giorgio V nel 1299.
Quest'ultimo, anche se sostenuto da forze mongole, non riuscì ad estendere il proprio potere oltre la capitale Tbilisi e, nel 1302, l'ilkhan lo sostituì con l'altro fratello, Vakhtang III. Il nuovo re guidò un esercito mongolo contro Davide VIII, ma non fu capace di penetrare in profondità nelle province montagnose controllate dai ribelli. Per questa ragione fu negoziata una tregua. Davide VIII fu riconosciuto come co-regnante insieme a Vakhtang III e ricevette il titolo di alastaneli, che gli dava il diritto a governare come principe sulla Giavachezia. Davide VIII sviluppò relazioni amichevoli con l'Egitto mamelucco, tradizionale rivale dell'Ilkhanato. Inoltre, con la mediazione bizantina, ottenne la reintegrazione del monastero della Croce di Gerusalemme alla Chiesa ortodossa georgiana nel 1305. Il re morì nel 1311.

## Famiglia
Davide VIII ebbe due mogli. La prima fu la principessa mongola Oljath, vedova di Vakhtang II. La seconda fu una figlia del nobile Hamada Surameli, da cui nacque Giorgio VI.

## Ascendenza
|                         |                         |                   | Genitori |  |  | Nonni |  |  | Bisnonni              |  |  | Trisnonni      |  |
|                         |                         |                   |          |  |  |       |  |  | Giorgio IV di Georgia |  |  | Davide Soslani |  |
|                         |                         |                   |          |  |  |       |  |  | Giorgio IV di Georgia |  |  | Davide Soslani |  |
|                         |                         | Tamara di Georgia |          |  |  |       |  |  | Giorgio IV di Georgia |  |  |                |  |
| Davide VII di Georgia   |                         |                   |          |  |  |       |  |  | Giorgio IV di Georgia |  |  |                |  |
|                         |                         | …                 | …        |  |  |       |  |  |                       |  |  |                |  |
|                         |                         | …                 | …        |  |  |       |  |  |                       |  |  |                |  |
|                         |                         | …                 | …        |  |  |       |  |  |                       |  |  |                |  |
| Demetrio II di Georgia  |                         | …                 |          |  |  |       |  |  |                       |  |  |                |  |
|                         |                         | …                 | …        |  |  |       |  |  |                       |  |  |                |  |
|                         |                         | …                 | …        |  |  |       |  |  |                       |  |  |                |  |
|                         |                         | …                 | …        |  |  |       |  |  |                       |  |  |                |  |
| Gvantsa Kakhaberidze    |                         | …                 |          |  |  |       |  |  |                       |  |  |                |  |
|                         |                         | …                 | …        |  |  |       |  |  |                       |  |  |                |  |
|                         |                         | …                 | …        |  |  |       |  |  |                       |  |  |                |  |
|                         |                         | …                 | …        |  |  |       |  |  |                       |  |  |                |  |
| Davide VIII di Georgia  |                         | …                 |          |  |  |       |  |  |                       |  |  |                |  |
|                         | Alessio I di Trebisonda | Manuele Comneno   |          |  |  |       |  |  |                       |  |  |                |  |
|                         | Alessio I di Trebisonda | Manuele Comneno   |          |  |  |       |  |  |                       |  |  |                |  |
|                         | Alessio I di Trebisonda | Rusudan           |          |  |  |       |  |  |                       |  |  |                |  |
| Manuele I di Trebisonda | Alessio I di Trebisonda |                   |          |  |  |       |  |  |                       |  |  |                |  |
|                         |                         | Teodora Axuchina  | …        |  |  |       |  |  |                       |  |  |                |  |
|                         |                         | Teodora Axuchina  | …        |  |  |       |  |  |                       |  |  |                |  |
|                         |                         | Teodora Axuchina  | …        |  |  |       |  |  |                       |  |  |                |  |
| Teodora di Trebisonda   |                         | Teodora Axuchina  |          |  |  |       |  |  |                       |  |  |                |  |
|                         |                         | …                 | …        |  |  |       |  |  |                       |  |  |                |  |
|                         |                         | …                 | …        |  |  |       |  |  |                       |  |  |                |  |
|                         |                         | …                 | …        |  |  |       |  |  |                       |  |  |                |  |
| Irene Siricena          |                         | …                 |          |  |  |       |  |  |                       |  |  |                |  |
|                         |                         | …                 | …        |  |  |       |  |  |                       |  |  |                |  |
|                         |                         | …                 | …        |  |  |       |  |  |                       |  |  |                |  |
|                         |                         | …                 | …        |  |  |       |  |  |                       |  |  |                |  |
|                         |                         | …                 |          |  |  |       |  |  |                       |  |  |                |  |